# Oratorio de san Céneré
El Oratorio de san Céneré (en francés: Oratoire de Saint-Céneré) es una prqueña iglesia ubicada en Saulges (Francia), con entrada por el barrio de Montguyon.

## Historia del edificio
El oratorio original fue construido en rl siglo VII por el diácono italiano Céneré, que con su hermano Cerenico fue mandado por papa Martìn I predicar l'evangelio en la Galia merovingia.

## Arquitectura
El acceso al oratorio está permitido por dos escaleras adosadas al cerro; la nave que prolonga la capilla está cubierta por una azotea. El interior de la capilla está decorado con un cuadro atribuido a Adeline Neveu, que representa a Céneré curando a ciegos y paralíticos; cuatro vidrieras de finales del siglo XIX proceden del desmantelamiento de la capilla Plessis y representan el Sagrado Corazón, la Virgen, San José y San Alejandro, fueron fabricados por el taller Carmel en Le Mans.
En la cueva de abajo, la estatua de San Cénéré del siglo XVIII en madera policromada, restaurada en 2005, supera el manantial descrito por Grosse Dupéron. Este chorro continuo de agua le ha dado a san Cèneré el apelido de "santo que hace pis".

## Gallery

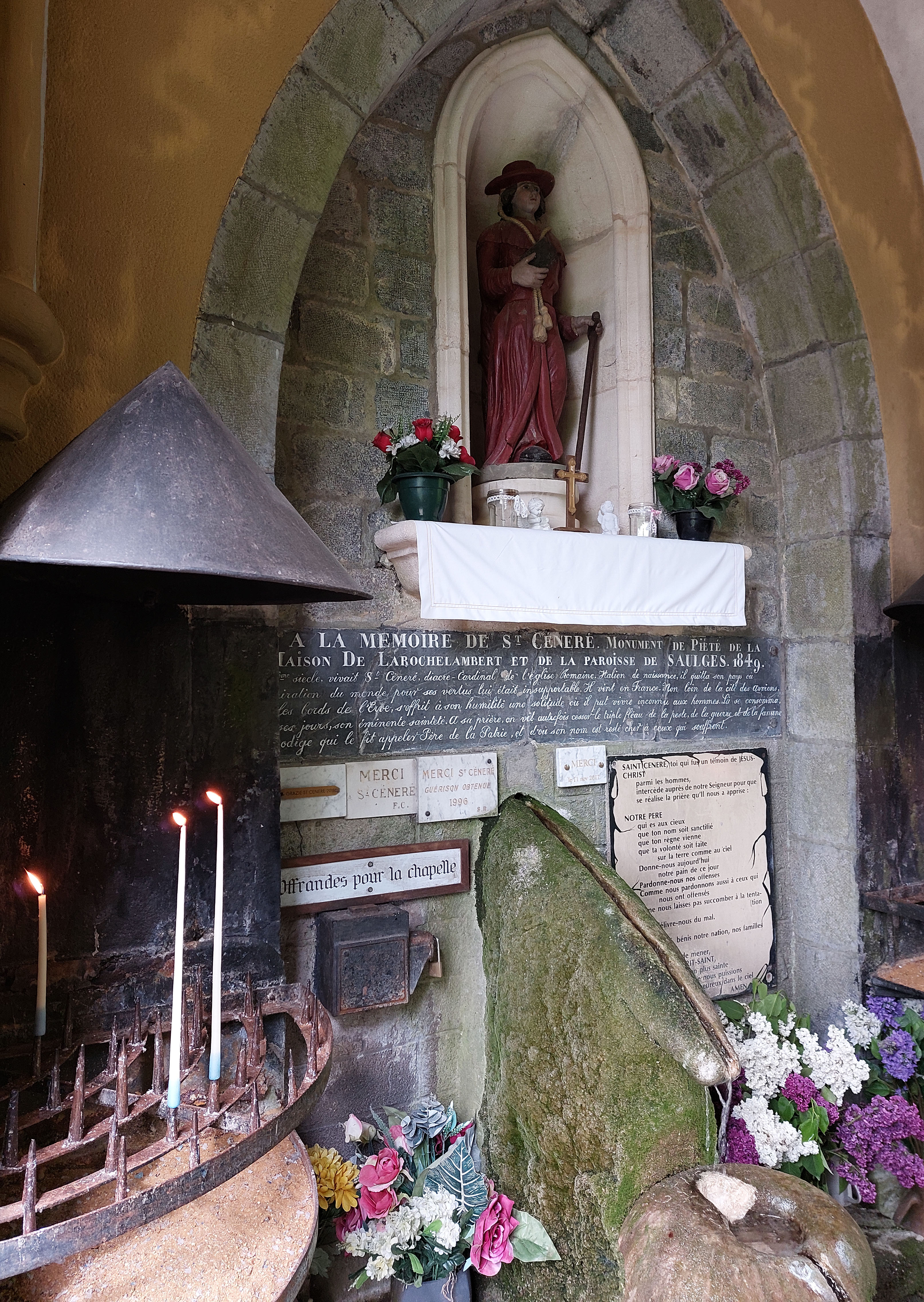
La estatua del sant con la fuente
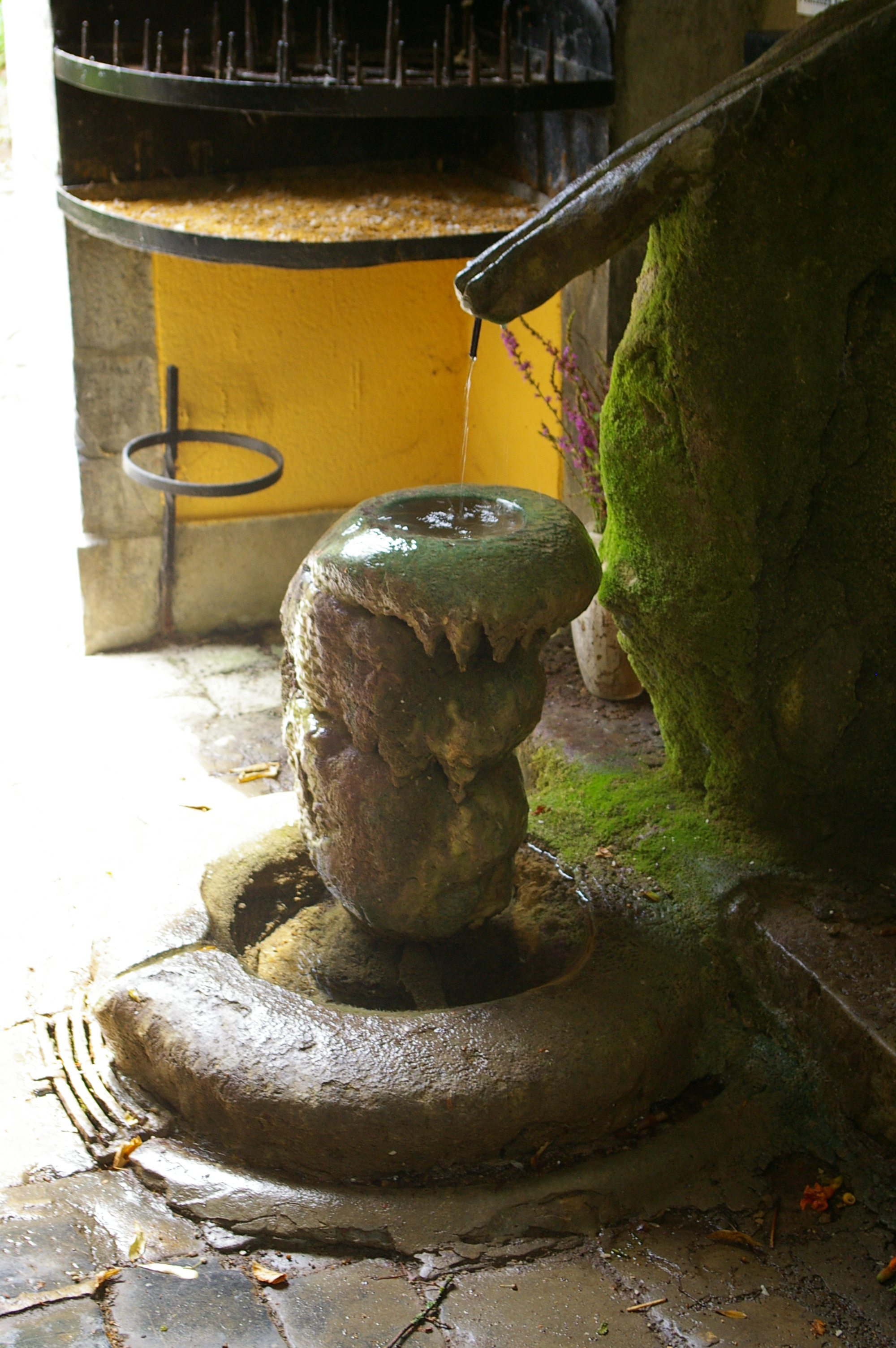
Otro lado de la fuente